# Carlos Alberto Peña
Carlos Alberto Peña Rodríguez, född 29 mars 1990 i Ciudad Victoria, Mexiko, är en mexikansk fotbollsspelare som spelar för den mexikanska klubben Club León i Liga MX. Han spelar även för Mexikos landslag.